# LeVar Burton
Levardis Robert Martyn Burton, Jr., plus connu sous le nom LeVar Burton, est un acteur, réalisateur et présentateur de télévision américain né le 16 février 1957 à Landstuhl (à l'époque en Allemagne de l'Ouest). 
Il s'est fait connaître en jouant le personnage de Kunta Kinte jeune pour la série Racines en 1977. Puis sa notoriété a grandi encore lorsqu'il a interprété le personnage du Lieutenant Geordi La Forge dans la série Star Trek : La Nouvelle Génération, d'abord à la télévision en 1987 puis au cinéma à partir de 1994, avec un premier film Star Trek : Générations. Enfin, il est connu pour avoir été, durant 23 ans, l'animateur de l'émission éducative Reading Rainbow diffusée sur PBS.

## Filmographie

### Acteur

#### Cinéma
- 1977 : À la recherche de Mister Goodbar (Looking for Mr. Goodbar) de Richard Brooks : Cap Jackson
- 1980 : Le Chasseur (The Hunter) : Tommy Price
- 1986 : The Supernaturals (en) : Pvt. Michael Osgood
- 1994 : Star Trek : Générations (Star Trek: Generations) de David Carson : Lt. Commander Geordi La Forge
- 1996 : Les Visiteurs du futur (Yesterday's Target) de Barry Samson : Winstrom
- 1996 : Star Trek : Premier Contact (Star Trek: First Contact) de Jonathan Frakes : Lt. Commander Geordi La Forge
- 1998 : Star Trek the Experience: The Klingon Encounter de Mario Kamberg et David de Vos : Lt. Commander La Forge
- 1998 : Star Trek : Insurrection (Star Trek: Insurrection) de   Jonathan Frakes : Lt. Cmdr. Geordi La Forge
- 1999 : Our Friend, Martin (en) (vidéo) : Martin at age 26 (voix)
- 2001 : Ali de Michael Mann : Martin Luther King, Jr.
- 2002 : Star Trek : Nemesis de Stuart Baird : Lt. Commander Geordi La Forge
- 2012 : Rise of the Zombies de  Nick Lyon, David Michael Latt et Paul Bales (en)

#### Télévision
- 1976 : Rebop (en) : Hôte
- 1976 : Almos' a Man : Dave
- 1977 : Racines (Roots) (feuilleton TV) : Kunta Kinte / Toby Reynolds
- 1977 : Billy: Portrait of a Street Kid : Billy Peoples
- 1978 : One in a Million: The Ron LeFlore Story (en) : Ron LeFlore
- 1978 : Battered  : Andrew Sinclair
- 1979 : Dummy (TV) : Donald Lang
- 1980 : Guyana Tragedy: The Story of Jim Jones : Richard Jefferson
- 1981 : The Acorn People : Rodney
- 1981 : Grambling's White Tiger (en) : Charles 'Tank' Smith
- 1983 : Reading Rainbow (en) : Hôte
- 1983 : Emergency Room : Ray Walden
- 1984 : The Jesse Owens Story (en) : Professor Preston
- 1984 : Booker : Davis
- 1985 : La Révolte des enfants (And the Children Shall Lead) : Glenn Scott
- 1985 : The Midnight Hour (en) : Vinnie Davis
- 1994 : Parallel Lives (en) : Dr Franklin Carter
- 1994 : Christy ("Christy") : Daniel Scott (1995)
- 1986 : Liberty : Robert Johnson
- 1987 : A Special Friendship : Ben Sumner
- 1987-1994 : Star Trek : La Nouvelle Génération (Star Trek: The Next Generation) : Lieutenant / LtCommander Geordi La Forge
- 1988 : Roots: The Gift (en) : Kunta Kinte
- 1990-1996 : Capitaine Planète (Captain Planet and the Planeteers) : Kwame, Opening Narrator (voix)
- 1993 : 72 heures en enfer (Firestorm: 72 Hours in Oakland) : Fire Chief J. Allan Mather
- 1998 : Star Trek: Voyager: capitaine Geordi La Forge
- 2009 : Le courage au cœur : Mike Timbrook
- 2011 : Community : lui-même
- 2011 : The Big Bang Theory : lui-même
- 2012 : The Big Bang Theory : lui-même
- 2012-2015 : Perception : Paul Haley
- 2013 : Adventure Time : Bubble
- 2014 : Community : lui-même
- 2014 : The Big Bang Theory : lui-même
- 2021 : Nancy Drew : Barclay
- 2023 : Star Trek : Picard : Geordi La Forge

### Réalisateur

#### Cinéma
- 2003 : Blizzard (en)

#### Télévision
- 1987-1994  Star trek la nouvelle génération
- 1998 : The Tiger Woods Story (en)
- 1999 : La Maison du futur (en) (Smart House)
- 2000 : Soul Food : Les Liens du sang
- 2005 : Star Trek : enterprise (S01E09)
- 2005-2006 : Charmed
- 2017-2018 : NCIS : Nouvelle-Orléans (NCIS: New Orleans)